# Erica diosmifolia
Erica diosmifolia är en ljungväxtart som beskrevs av Richard Anthony Salisbury. Erica diosmifolia ingår i släktet klockljungssläktet, och familjen ljungväxter. Inga underarter finns listade i Catalogue of Life.